# Humberto Piaguaje

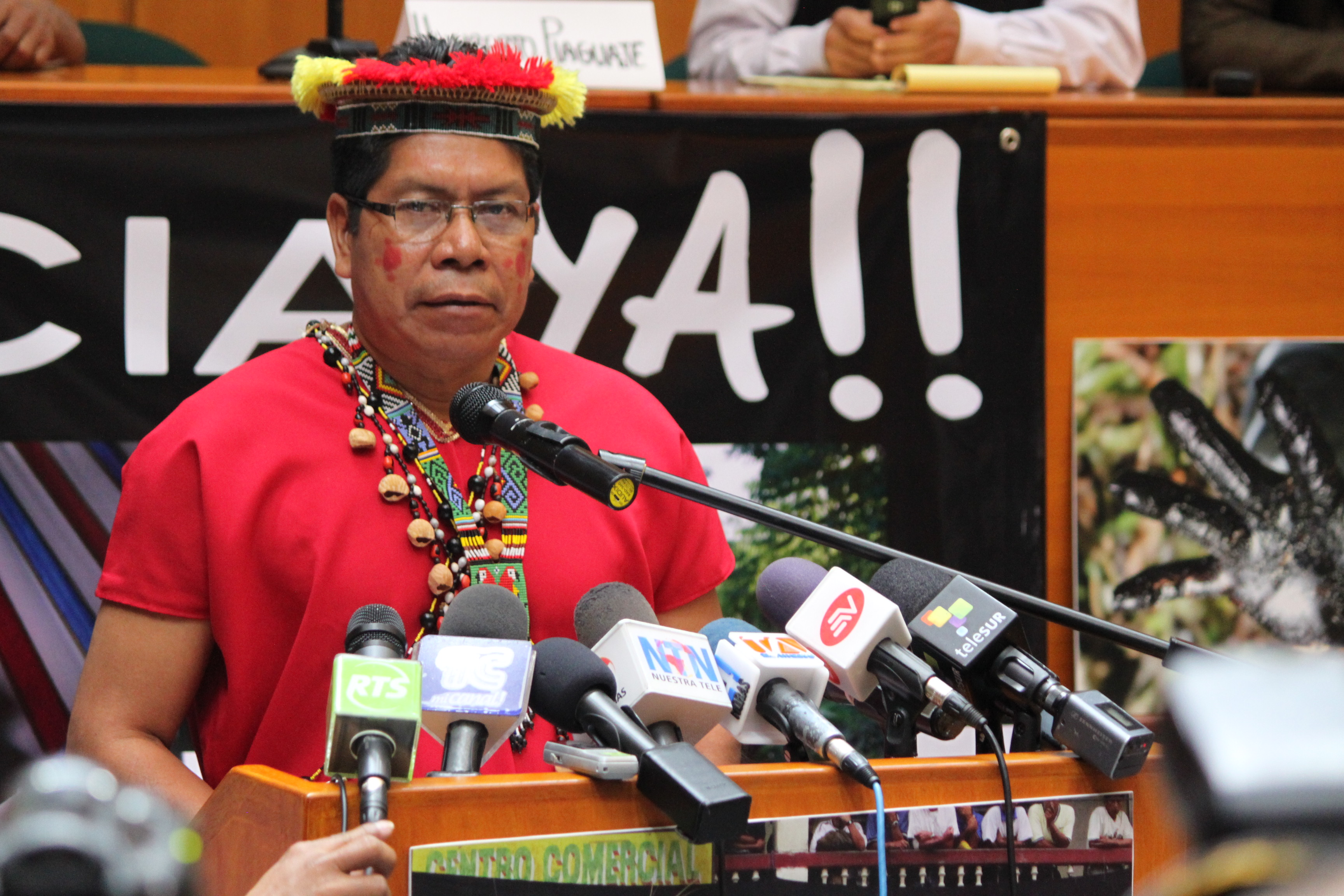
Humberto Piaguaje, dirigente indígena de la nacionalidad Secoya (Siekopai). Rueda de prensa en Ciespal, Quito, Ecuador: "Nosotros defendemos el derecho a la vida, el derecho a la naturaleza...Que entiendan todos: nuestra lucha es por la vida"

Humberto Javier Piaguaje Lucitante es un dirigente indígena secoya, nacido en Limoncocha (Sushufindi-Sucumbíos-Ecuador) el 30 de septiembre de 1964. 
Ha desempeñado importantes cargos de representación de la nacionalidad Secoya y, desde marzo del 2012, es el Coordinador Ejecutivo de la Unión de Afectados por las Operaciones petroleras de Texaco (Udapt), fue designado así por los afectados de la compañía, pues Piaguaje ha acompañado la lucha desde sus inicios, es decir, desde 1993.
La Udatp es la organización que representa a más de 30 indígenas y colonos de las provincias de Orellana y Sucumbíos, que fueron afectados por la contaminación dejada por la petrolera Texaco, hoy Chevron.
Humberto Piaguaje también ha sido Presidente de su nacionalidad Secoya (Siekopai)  (Organización Indígena Secoya del Ecuador), Dirigente de Educación Regional de la CONFENIAE (Confederación de Nacionalidades Indígenas de la Amazonía Ecuatoriana) y Director Provincial de Educación Intercultural Bilingüe de Sucumbios desde 2001 a 2003; y Director de Educación de las Nacionalidades Siona, Secoya y Cofan del Ecuador en Sucumbíos.
Por delegación de la OISE es el vocero oficial de la nacionalidad Secoya en el juicio contra la petrolera Texaco, por el desastre social y ambiental causado en la Amazonía ecuatoriana.  Ha realizado varios viajes a Estados Unidos para servir como testigo y demandante en las Cortes de Estados Unidos, además, ha estado en varios países de América Latina y Europa para difundir para contar la lucha que lleva la Udatp. 
Vive en Lago Agrio, con su mujer y cinco hijos.